# Onchidiopsis kingmaruensis
Onchidiopsis kingmaruensis är en snäckart som beskrevs av Russell 1942. Onchidiopsis kingmaruensis ingår i släktet Onchidiopsis och familjen Lamellariidae. Inga underarter finns listade i Catalogue of Life.